# Malcolm Harbour

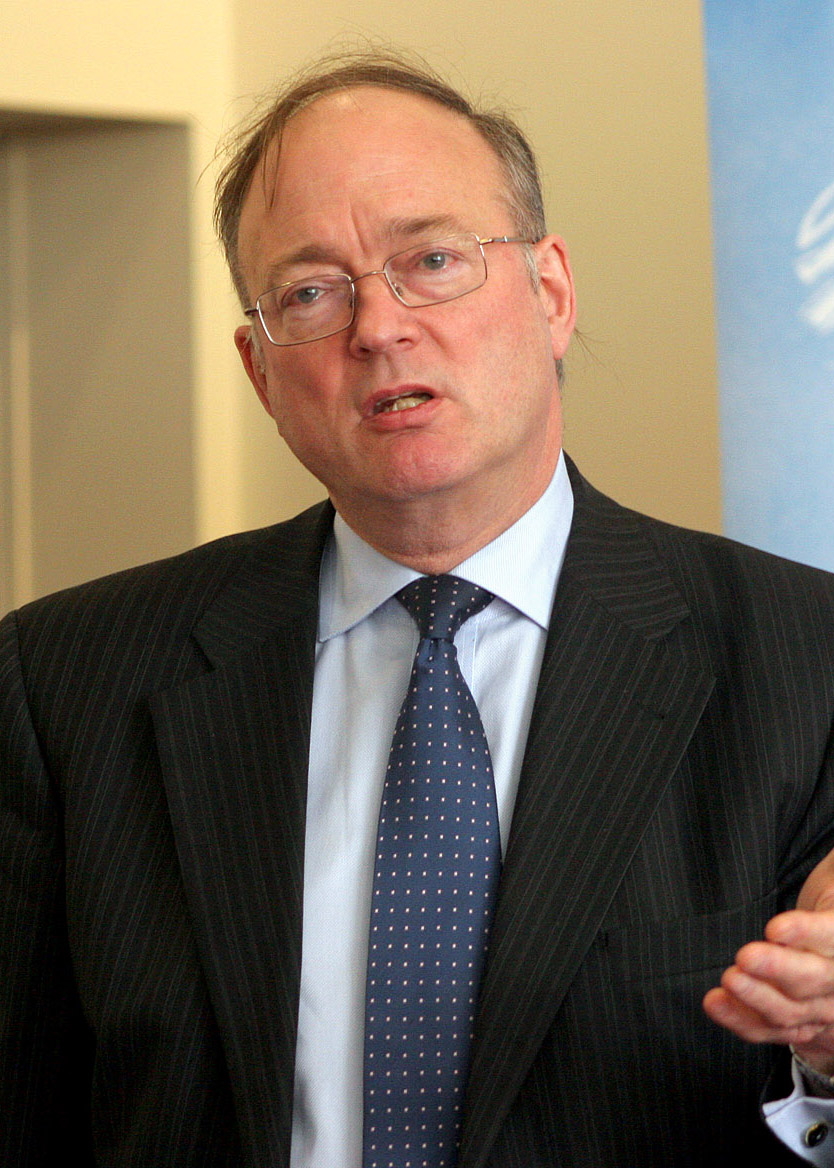
Malcolm Harbour

Malcolm Harbour CBE (* 19. Februar 1947 in Woking, Surrey) ist ein britischer Politiker der Conservative Party und ehemaliges Mitglied des Europäischen Parlaments. Er gehörte der Fraktion der Europäischen Konservativen und Reformisten (EKR) an und war 2009 bis 2014 Vorsitzender des Ausschusses für Binnenmarkt und Verbraucherschutz.
Harbour studierte 1964–67 Ingenieurwissenschaften am Trinity College (Cambridge) und 1967–70 Betriebswirtschaftslehre an der Universität Aston. Von 1969 bis 1999 war er in verschiedenen Tätigkeiten in der Automobilbranche aktiv, unter anderem als Gründungspartner eines Beratungsunternehmens für die Kraftfahrzeugindustrie und als Gründer und Direktor des Internationalen Kraftfahrzeugvertriebprogramms Ltd. Bei der Europawahl 1999 wurde er ins Europäische Parlament gewählt, wo er unter anderem Koordinator der Fraktion EVP-ED im Ausschuss für Binnenmarkt und Verbraucherschutz sowie Mitglied im Ausschuss für Industrie, Forschung und Energie war. Zu seinen wichtigsten Tätigkeitsfeldern zählte neben der Automobil- auch die Keramikindustrie sowie die Internetpolitik. Von 2004 bis 2006 setzte er sich als Verhandlungsführer der EVP-ED-Fraktion für die Verabschiedung der Dienstleistungsrichtlinie ein. Außerdem ist er ein Verfechter von Softwarepatenten.
Nach der Europawahl 2009 trat Harbour wie die übrigen Mitglieder seiner Partei aus der EVP-ED-Fraktion aus, um die neue Fraktion ECR zu gründen. Er wurde zum Vorsitzenden des Binnenmarktausschusses gewählt, war damit Mitglied in der Konferenz der Ausschussvorsitze und der einzige Ausschussvorsitzende seiner Fraktion.
Ebenso war Harbour in der Delegation für die Beziehungen zu Afghanistan.
Als Stellvertreter war Harbour in der Delegation für die Beziehungen zu Japan.